# Ngen-mapu
Ngen mapu es un espíritu perteneciente a la espiritualidad mapuche, se trataría del dueño y protector de la tierra, aparte de los cultivos hechos por los humanos.

## Descripción
Los Mapuches distinguen a dos espíritus Ngen-mapu, llamados Ngen-mapu-fücha y Ngen-mapu-kushe. Estos dos Ngen son pareja y de ellos depende que la siembra produzca una buena cosecha. Por ello, para obtener su protección es necesario recordarlo y rogarle durante la siembra.
Antes y después de la siembra, se les ruega que favorezcan la producción de los frutos de la Ñuke Mapu (madre tierra).
Para obtener su protección es necesario recordarlo y rogarle durante la siembra. Si el hombre no hace sus rogativas o trabaja mal su tierra, recibirá un castigo del ngen-mapu; el cual normalmente corresponde a la pérdida o mal cultivo. El mapuche debe estar en buenas relaciones con el ngen-mapu. Para obtener su favor hay que orarle como algo personal. Finalizada la cosecha, el Mapuche debe cocinarle a Ngen-mapu. Por ejemplo, las primeras arvejas cosechadas se le dejan afuera sobre la tierra en un canastito, para que Ngen-mapu las aprecie. Después se cocinan los productos cosechados, el alimento se deja nuevamente afuera de la casa, cerca de un buen árbol, para que el Ngen tome el olor del alimento; después de lo cual se entra a la cocina para luego servirse entre todos. Esto se denomina misawün con Ngen-mapu, lo cual prosigue durante todo el año cuando se convida un poco de bebida o comida a la tierra. 

## Oraciones a Ngen-mapu
A Ngen-mapu se le dice: «Hoy día voy a sembrar mi semilla. Por favor,... que no se pierda la semilla que tiramos. Tú sabes que volverá a producir... En tu nombre siembro yo hoy día». Al guardar la cosecha previamente ensacada, se le agradece nuevamente diciéndole: «Gracias Ngen-mapu por lo que nos has dado... hemos guardado esta cosecha». Se cree que si Ngen-mapu protege la semilla, ésta crecerá; y si no la protege, se perderá.